# Menàrguens
Menàrguens település Spanyolországban, Lleida tartományban. Menàrguens Albesa, Castelló de Farfanya, Balaguer, Térmens, Vilanova de la Barca és Torrelameu községekkel határos. Lakosainak száma 789 fő (2024).

## Népesség
A település népessége az utóbbi években az alábbiak szerint változott:
| Lakosok száma | 152  | 944  | 1328 | 1182 | 915  | 834  | 854  | 887  | 806  | 789  |
|               | 1717 | 1887 | 1936 | 1960 | 1986 | 2004 | 2009 | 2014 | 2019 | 2024 |